# Leonid Kinskey
Leonid Kinskey (San Pietroburgo, 18 aprile 1903 – Fountain Hills, 8 settembre 1998) è stato un attore russo naturalizzato statunitense.

## Filmografia parziale

### Cinema
- The Big Broadcast, regia di Frank Tuttle (1932)
- La guerra lampo dei Fratelli Marx (Duck Soup), regia di Leo McCarey (1933) - accreditato Leonid Kinsky
- Rhythm on the Range, regia di Norman Taurog (1936)
- Colpo di fulmine (Ball of Fire), regia di Howard Hawks (1941)
- Una notte a Rio (That Night in Rio), regia di Irving Cummings (1941)
- Una gabbia di matti (Broadway Limited), regia di Gordon Douglas (1941)
- Brooklyn Orchid, regia di Kurt Neumann (1942)
- Casablanca, regia di Michael Curtiz (1942)
- Monsieur Beaucaire, regia di George Marshall (1946)
- L'uomo dal braccio d'oro (The Man with the Golden Arm), regia di Otto Preminger (1955)

### Televisione
- TV Reader's Digest – serie TV, episodio 1x06 (1955)
- Telephone Time – serie TV, episodio 2x29 (1957)
- Peter Gunn – serie TV, episodio 1x30 (1959)
- The Alaskans – serie TV, episodio 1x34 (1960)
- I detectives (The Detectives) – serie TV, episodio 3x01 (1961)
- Pete and Gladys – serie TV, episodio 2x20 (1962)
- Daktari – serie TV, episodio 3x09 (1967)